# Мисс Интернешнл 1980
Мисс Интернешнл 1980 (англ. Miss International 1980) — 20-й международный конкурс красоты Мисс Интернешнл. Проводился 4 ноября 1980 года в Токио (Япония). Победительницей стала Лорна Чавес из Коста-Рики.

## Финальный результат
| Final result         | Contestant                       |
| -------------------- | -------------------------------- |
| Мисс Интернешнл 1980 | - Коста-Рика — Лорна Чавес       |
| 1-я вице-мисс        | - США — Клэрис Анн Эвинг         |
| 2-я вице-мисс        | - Испания — Мария Гарсия Алькаде |

## Специальные награды
| Награда                    | Участница                           |
| -------------------------- | ----------------------------------- |
| Лучший национальный костюм | - Коста-Рика — Лорна Чавес          |
| Мисс Дружба                | - Япония — Майюми Канбара           |
| Мисс Фотогеничность        | - Франция — Сильви Элен Мари Парера |
| Мисс Элегантность          | - Испания — Мария Агустина Гарсия   |

## Участницы
| - Аргентина — Вивиан Тереса Редуэльо - Австралия — Дебби Ньюсом - Австрия — Мануэла Кир - Бельгия — Aнн Клауди Филлиппс - Боливия — Мария Беатрис Ландивар Ольмос - Бразилия — Фернанда Босколо ди Камарго - Канада — Мария Риназ - Чили — Моника Салинас Руис - Колумбия — Ана Мария Урибе Хиральдо - Коста-Рика — Лорна Марлен Чавес Мата - Дания — Яне Маргарет Винструп - Финляндия — Паула Ниеминен - Франция — Сильви Элен Мари Парера (Universe 79; Miss Photogenic at World 79; Miss Elegance at Europe 80) - Германия — Петра Мачалински - Великобритания — Лоррейн Дэвидсон (SF Universe 79; Europe 80) - Греция — Катерина Манараки - Гуам — Кончита Санниколас Тайтано - Гавайи — Десире Хуана Крус - Нидерланды — Жаклин Бути - Гондурас — Хенифер Бустильо - Гонконг — Джанет Вонг Чинг | - Индия — Ульрик Карен Бредемейер - Ирландия — Мэри Банадет Адаман - Израиль — Ирит Альтманн - Италия — Анджела Маркат - Япония — Майюми Канбара - Республика Корея — Чанг На-ян - Малайзия — Кристина Лионг - Мальта — Мэри Риета Виолет Милц - Мексика — Нарда Сабаг Кианка - Новая Зеландия — Мария Тереза МакЛеудо - Норвегия — Хейде Луиза Ойзет - Филиппины — Дианн Джейн Кристин Алегарме Чионг - Сингапур — Дженифер Лионг Лай Фон - Испания — Мария Агустина Гарсия Алькейда - Швеция — Райли Ранта - Швейцария — Йоланда Эггер - Таиланд — Ванали Ти-мирак - Турция — Нёкет Вурал - Уругвай — Эрна Исабель Альфонсо - США — Чарисса Анн Эвинг - Венесуэла — Грасиэла Лусия ла Роса Гварнери |

## Сноски
- Результаты Miss International 1980 года
- Pageantopolis